# St. Johannes der Täufer (Eggersdorf)

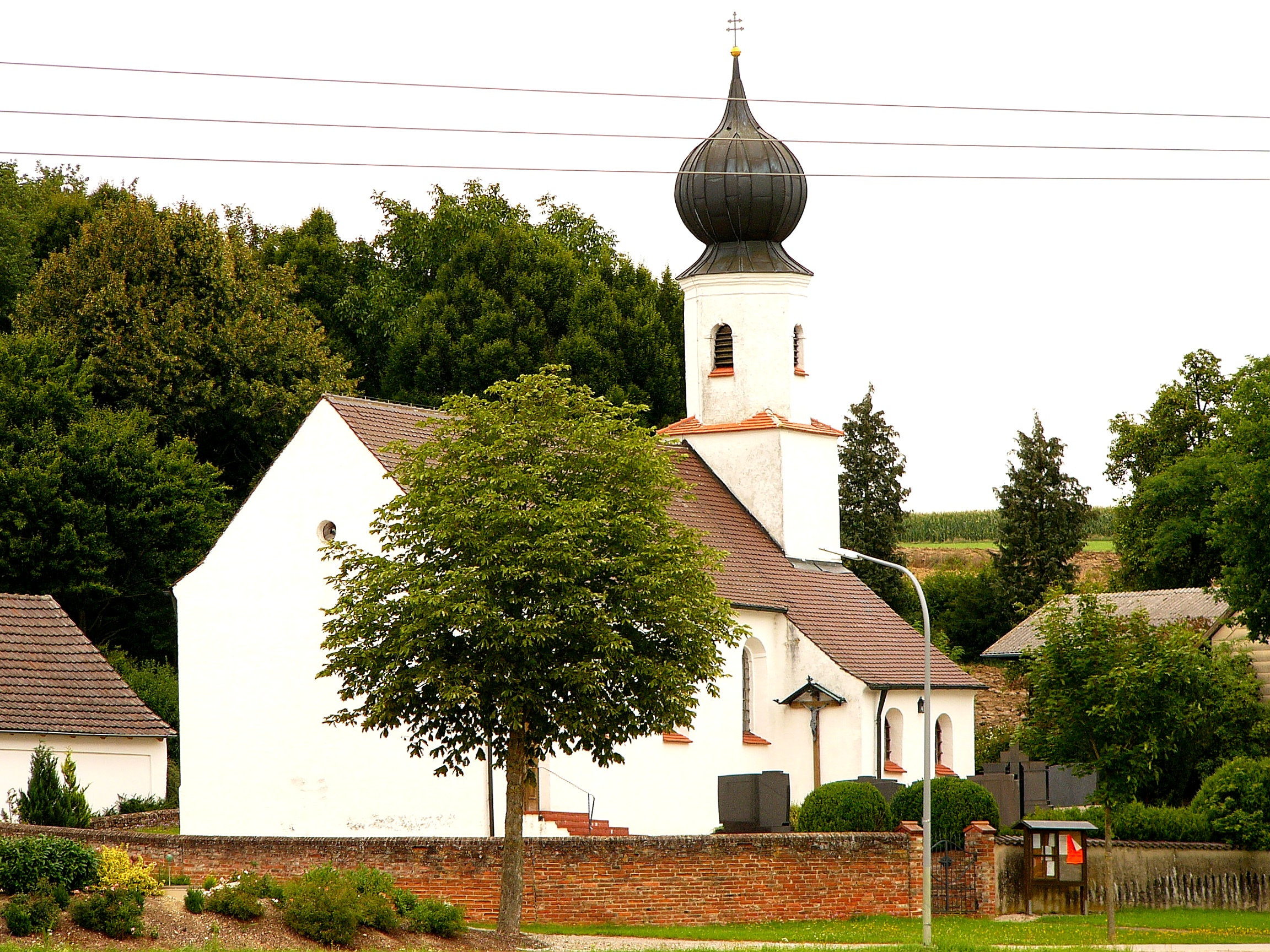
St. Johannes der Täufer in Eggersdorf

Die römisch-katholische Filialkirche St. Johannes der Täufer, auch als St. Johannes Baptist bezeichnet, steht in Eggersdorf, einem Gemeindeteil von Bruckberg im niederbayerischen Landkreis Landshut. Sie ist in der Liste der Baudenkmäler in Bruckberg (Niederbayern) unter der Nummer D-2-74-194-12 eingetragen. Die Kirche gehört zum Dekanat Landshut im Erzbistum München und Freising.

## Beschreibung
Die im Kern romanische Saalkirche wurde später barock umgestaltet. Sie besteht aus dem Langhaus zu drei Jochen, dem eingezogenen Chor im Osten und einer Sakristei an der Südwand des Chors. Über dem Chor erhebt sich ein im unteren Teil quadratischer Dachturm mit achteckigem Obergeschoss und Zwiebelhaube, in dem sich der Glockenstuhl befindet.
Das Langhaus ist mit einer Flachdecke überspannt. Es wurde um die Breite der Empore verlängert. Der um 1770 aufgestellte Hochaltar wird von den Skulpturen des Nikolaus von Myra und des Martin von Tours flankiert. Auf dem Altarretabel ist die Taufe Jesu dargestellt.